# Louis Le Couteulx de Caumont
Louis Étienne (Stephen) Le Couteulx de Caumont, né le 24 août 1756 à Rouen et mort le 16 octobre 1839 ou 16 novembre 1840 à Buffalo, est un homme d'affaires, voyageur, propriétaire terrien, fermier et philanthrope franco-américain.

## Biographie
Appartenant à une ancienne et honorable famille de banquiers établis à Rouen, Paris et Cadix, Louis Étienne Le Couteulx de Caumont est le fils du baron François Léonor Étienne Benoit Le Couteulx de Caumont, seigneur des Muettes, conseiller au parlement de Normandie, et de Marie Anne Rose Grossain des Cateliers.
Louis Le Couteulx débute dans les affaires à Cadix en 1776, où il suit son apprentissage sous la direction de ses cousins Barthelemy Jean-Louis (1752-1799) et Laurent Vincent (Lorenzo) Le Couteulx de La Noraye (1754-1794), avec lesquelles passent des sommes considérables prêtées aux États-Unis. Il est par la suite envoyé à Londres à l'été 1783, aux côtés toujours de son cousin Lorenzo. 
En 1786, il épouse Antoinette Cloüet, fille de Jean-Baptiste Cloüet (1739-1816), intendant de l'Arsenal, régisseur général des Poudres et Salpêtres de France et receveur des finances à Paris, et de Louise Marigny-Barbier. Elle est la nièce des généraux Louis de Tousard (en), Antoine Étienne de Tousard et de Louis Tousard d'Olbec, la sœur du général-baron Anne-Louis Cloüet, la belle-sœur de Jean Joseph Yver de La Bruchollerie et la cousine germaine du ministre François Louis Deforgues. 
À la suite de son mariage, au mois de novembre de la même année, il est envoyé en Amérique pour y représenter les affaires et intérêts familiaux. Parti de Lorient, il débarque à New York le 15 décembre 1786. Chargé de régler le contentieux avec la banque de Robert Morris, partenaire de la famille dans l'importation de tabac, qui avait été chargé d'investir 40 000 livres en terres.
De son premier mariage, il a deux fils :
- Guillaume Benoît (1787-1859), officier de la Marine royale, marié avec Mlle Gaudry
  - Mathilde Alphonsine, mariée avec l'amiral Rodolphe Darricau
  - Jenny Blanche, dame d'honneur de Marie-Antoinette de Bourbon-Siciles, mariée avec le diplomate Luigi Bargagli
- Pierre Alphonse (1788-1866), contrôleur principal des contributions directes, marié avec Mlle Dupont (fille de Taurin Dupont, vice-président du Tribunal civil de Rouen, petite-fille du négociant Jean Bernard Duchesne et cousine d'Amédée Marc). Arrière grand-père du général Guy Le Couteulx de Caumont (sl) (1892-1961).

Il demeure avec sa famille dans un premier temps à Trenton, dans le New Jersey, avant d'acquérir un domaine dans le comté de Bucks, juste à l'extérieur de Philadelphie, voisin de Robert Morris, dont il devient un ami personnel, mais son épouse n'apprécie pas la vie en Amérique et ils décident de rentrer en Europe à la fin de l'année 1789. 
Apprenant que plusieurs membres de sa famille ont été emprisonnés, il émigre en Angleterre puis à New York en février 1791, sans sa femme qui refuse de faire le voyage, et s'installe comme fermier, faisant importer d'Espagne clandestinement le premier bateau de moutons mérinos aux États-Unis. Une hypothèse est qu'il aurait également introduit dans ce pays les premiers bassets. Il entretient des relations d'affaires avec son ami Robert Morris, principalement avec des entreprises immobilières dans l'Ouest nouvellement ouvert. Au milieu des années 1790, il s'installe à Albany où il cherche à approvisionner les colons qui se rendent vers l'ouest principalement via son drugstore. Il prend part à la fondation de la paroisse Sainte-Marie, dont il devient l'un des premiers trustees. Il habite alors dans une banlieue d'Albany surnommée « la Colonie ». Son voisin, Elkanah Watson (en), observe que « sa résidence était la station balnéaire des émigrants français ». De son côté, le duc de La Rochefoucauld écrit « Certaines familles françaises résident dans cette ville et ses environs ; celui de M. Le Couteulx - nom fort intéressant - est le seul dont j'aurais voulu faire connaissance. Ceux qui connaissent cette famille savent qu'elle se distingue depuis longtemps pour sa rectitude et ses talents, ainsi que pour une connaissance et une ponctualité consommées dans les transactions commerciales ; qualités qui y ont été pour ainsi dire héréditaires. M. Le Couteulx d'Albany est, par le témoignage unanime de tous ceux qui ont eu des relations avec lui, digne de son nom. Ses idées ainsi que ses expressions ont un air de singularité ; mais il est bon, serviable, honnête et universellement respecté. Il est engagé en partenariat avec M. Quesnel, un marchand de Saint-Domingue ; cette maison est de nouveau liée à la firme Olive à New York et par là elle s'affirme avec la grande et respectable maison Le Couteulx en France ». Il y reçoit également La Fayette, avec qui il entretient des liens familiaux et personnels, ou bien Talleyrand.
Il réalise de grands voyages à travers les grands espaces au nord de l'Amérique. Adopté par les Indiens Sénécas, arrêté à Saint-George en 1800, il est suspecté d'être un espion français et emprisonné à Québec jusqu'à la paix d'Amiens entre le Royaume-Uni et la France en 1802. 
Deux ans plus tard, en 1804, veuf à la suite du décès de sa femme, il arrive ruiné dans ce qui aller devenir Buffalo, devenant l'un des fondateurs de la ville. Il crée le premier drugstore de Buffalo en 1806, travaille pour la Niagara Company et est l'agent de la Holland & Co, dirige plusieurs magasins et agit comme agent foncier tout en s'impliquant dans la politique locale. Lors de la Guerre anglo-américaine de 1812 durant laquelle la ville de Buffalo est brûlée, il perd la grande partie de ses biens. Ouvrant un nouveau drugstore à Albany, il réussit à reconstituer sa fortune.
En 1821, Louis Stephen Le Couteulx devient officier d'armes devant le Sénat et la Convention.

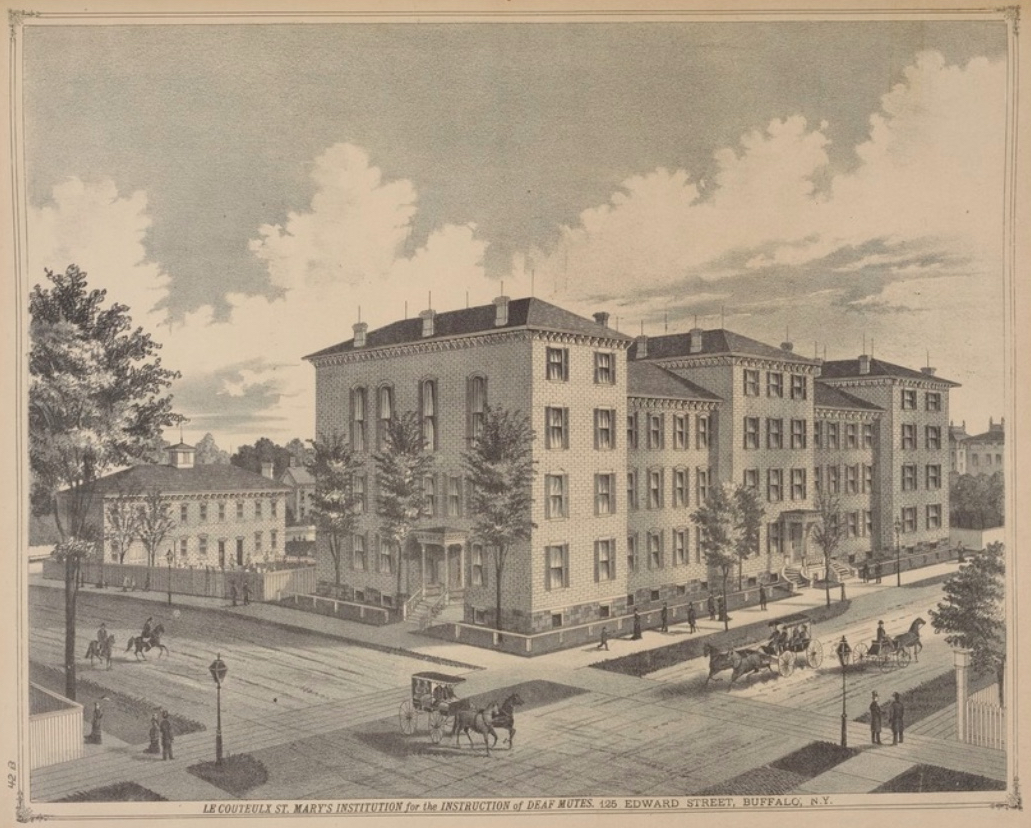
Le Couteulx St. Mary's Institution for the Instruction of Deaf Mutes, 125 Edward Street, Buffalo.

Il retourne à Buffalo en 1824, où il se remarie avec une Américaine en 1827 et finit sa vie. Le Couteux et sa famille fondent les paroisses Saint-Louis (1829) et de l'Immaculée Conception de Buffalo (1839), ainsi que différentes œuvres missionnaires et de charité, dont la Le Couteulx St. Mary's Institution for the Instruction of Deaf Mutes.

## Sources
- Martha J F Murray, Memoir of Stephen Louis Le Couteulx de Caumont, Publications of the Buffalo Historical Society, Buffalo, 1906
- Wilma Laux, The Village of Buffalo, 1800-1832, Buffalo and Erie County Historical Societ, 1960
- Orsamus Turner, Pioneer History of the Holland Purchase of Western New York, Jewett, Thomas & Company, 1849
- William Ketchum, An Authentic and Comprehensive History of Buffalo, with Some Account of Its Early Inhabitants, Both Savage and Civilized and Historic Notices of the Six Nations, Rockwell, Baker, 1865
- Frank B. Hough, American Biographical Notes, Albany, NY: Joel Munsell, 1875
- L'univers matériel et la construction de l'identité bourgeoise : le cas Le Couteulx, Annales historiques de la Révolution française, octobre-décembre 2010
- Geneviève Daridan, MM. Le Couteulx et Cie, banquiers à Paris : Un clan familial dans la crise du XVIIIe siècle, Loysel, Paris 1994
- Michel Zylberberg, Capitalisme et catholicisme dans la France moderne. La dynastie Le Couteulx, Paris, publications de la Sorbonne, 2001
- Louis Le Couteulx, by Stefan Bielinski
- Le Couteulx Hounds